# Batalha dos Penhascos Vermelhos
Batalha de Penhascos Vermelhos, também conhecida como a Batalha de Chibi, foi uma batalha decisiva travada no final da dinastia Han, cerca de doze anos antes do início do período na história chinesa dos Três Reinos. Ela foi travada no inverno de 208/9 entre as forças aliadas do sul senhores da guerra Liu Bei e Sun Quan e as forças numericamente superiores do guerreiro do norte, Cao Cao. 
Liu Bei e Sun Quan tiveram êxito em impedir que Cao Cao conquistasse a terra ao sul do Rio Yangtze e reunisse o território do Leste da dinastia Han. A vitória dos aliados nos Penhascos Vermelhos garantiu a sobrevivência de Liu Bei e Sun Quan, deu-lhes o controle do Yangtze e forneceu uma linha de defesa que foi a base para a posterior criação dos dois estados do sul do Han Shu e Wu Oriental. A batalha tem sido chamado de a maior batalha naval na história em termos de números envolvidos.

## Bibliográficas
- Chen, Shou (c. 280), Sanguo zhi (History of the Three Kingdoms), Reprint,1959. Beijing: Zhonghua shuju.
- de Crespigny, Rafe (1969), The Last of the Han: being the chronicle of the years 181-220 AD as recorded in chapters 58–68 of the Tzu-chih t'ung-chien of Ssu-ma Kuang, Canberra: Australian National University, Centre of Oriental Studies.
- de Crespigny, Rafe (1990), Generals of the South: The foundation and early history of the Three Kingdoms state of Wu, Canberra: Australian National University. Internet Edition 2004.
- de Crespigny, Rafe (1996), To Establish Peace (Volume 1): being the Chronicle of the Later Han dynasty for the years 189 to 220 AD as recorded in Chapters 59 to 69 of the Zizhi Tongjian of Sima Guang, Canberra: Australian National University. Internet Edition 2004.
- de Crespigny, Rafe (1996), To Establish Peace (Volume 2): being the Chronicle of the Later Han dynasty for the years 189 to 220 AD as recorded in Chapters 59 to 69 of the Zizhi Tongjian of Sima Guang, Canberra: Australian National University. Internet Edition 2004.
- de Crespigny, Rafe (2003), The Three Kingdoms and Western Jin A history of China in the Third Century AD Internet edition.
- de Crespigny, Rafe (2007), A biographical dictionary of Later Han to the Three Kingdoms (23–220 AD), Leiden, The Netherlands: Brill. ISBN 978-90-04-15605-0
- Eikenberry, Karl W. (1994), «The campaigns of Cao Cao», Military Review, 74 (8): 56–64.
- Fitzgerald, C.P. (1985), Why China? Recollections of China 1923–1950, Melbourne: Melbourne University Press.
- Pei, Songzhi (429), Sanguozhi zhu
- The Military Documents Research Organization of the Wuhan Military District (1979). Zhongguo Gudai Zhanzheng Yibaili (One Hundred Battles of Ancient Chinese History). Wuhan: Hubei Province People's Publishing House.
- Zhang, Xiugui (2006), «Ancient "Red Cliff" battlefield: a historical-geographic study», Frontiers of History in China, 1 (2): 214–35, doi:10.1007/s11462-006-0003-3.